# Вердикал
„Вердикал“ е квартал на град Банкя.
Центърът му е маркиран от паметник „Загинали за родината“. Съборът на Вердикал се празува месец юни на празника на Всички светии, първата неделя след Петдесетница. Празникът идва от старинната църква в кв. Вердикал „Всех Светих“, която е най-старият християнски храм в района на Банкя, като в нея са се черкували всички околни села. Счита се, че е построена веднага след Боянската църква (Х-ХІ в.). До 1971 година Вердикал има статут на самостоятелно село, когато е присъединено заедно със селата Градоман и Михайлово като квартали на Банкя, обявена през 1969 година за град. 
Името му идва от най-хубавата девойка в Банкя. Според легендата турчин искал да вземе за булка момиче на име Калина. Брат и обаче отказал да я даде. Турците го заловили и искали от него да им съдейства да вземат сестра му, но той не се пречупил. Когато го заплашили със смърт и разбрал, че няма да може да я защити, той изпратил съобщение, което се предавало по селото от уста на уста, а именно „Варди Калина“. По-късно това се превърнало в прозвището Вердикалино, което с годините се изменило до сегашния си вид.
Във Вердикал е нарисувана известната картина на майстора Иван Мърквичка (1856 – 1938) Ръченица". Знае се, че Мърквичка се е лекувал и често е посещавал минералната баня на град Банкя край София. Пътувал е всяка събота и неделя до Банкя с файтон като е плащал на файтонджията да стои с него до неделя и в определен час да го върне отново в столицата. След процедурите в банята на Банкя, художникът отсядал в апартамент на санаториума, в центъра на курорта. В събота вечер и в неделя по обяд обикалял кръчмите. Харесвал българските манджи, лютите пикантни чушчици, кавърми и яхнии и често е посещавал специално кръчмата на село Вердикал – сега квартал на Банкя. Там бил изумен от страстните танци на шопите. И в картината „Ръченица“ той рисува прекрасния млад мъж, танцуващ вихрен танц. Позирал му е самият персонаж – Недялко Хубавеца. Култов местен герой, който освен, че танцувал, умеел и да свири прекрасно на гайда. 